# Eptesicus gobiensis
Eptesicus gobiensis är en fladdermusart i familjen läderlappar som förekommer i centrala Asien. Wilson & Reeder (2005) skiljer mellan tre underarter.
Arten når en kroppslängd (huvud och bål) av 57 till 65 mm och en svanslängd av 40 till 45 mm. Den har 38 till 42 mm långa underarmar. Pälsen på ovansidan bildas av hår som är bruna nära huden och gul- till rödaktig vid spetsen vad som ger ryggen en röd- till gulbrun färg. Undersidan är täckt av ljusbrun päls.
Utbredningsområdet sträcker sig från sydöstra Kazakstan, östra Afghanistan, norra Pakistan och norra Indien (regionen Kashmir) till centrala Mongoliet och norra Kina. Arten vistas i öknar, halvöknar, stäpper och andra torra habitat. Den lever bland annat i Altajbergen.
Denna fladdermus vilar i bergssprickor, i håligheter i byggnadernas murar eller i grottor. Vid sovplatsen är individerna ensam eller de bildar en mindre flock. Som föda antas fjärilar och andra insekter. Eptesicus gobiensis fortplantar sig långsamt. Per kull föds en eller sällan två ungar.
Förändring av regionens vattendrag kan vara ett hot för beståndet. Allmänt har arten ett stort utbredningsområde och den förekommer i olika naturskyddsområden. IUCN listar Eptesicus gobiensis som livskraftig (LC).